# Léonie Banga-Bothy
Léonie Banga-Bothy, née Mbazoa, est une femme politique centrafricaine.

## Carrière
Léonie Banga-Bothy, juriste de formation, est nommée ministre des Affaires étrangères au sein du gouvernement Tiangaye III en juin 2013. Elle n'est pas reconduite lors de la création du nouveau gouvernement de transition de janvier 2014.